# Robert Dekeyser
Robert „Bobby“ Dekeyser (* 7. Oktober 1964 in Leuven) ist ein belgischer Unternehmer und ehemaliger Fußballtorwart. Nach seinem Karriereende als Fußballer gründete er 1990 das Möbelunternehmen Dedon.

## Biografie

### Kindheit und Jugend
Dekeyser wurde im belgischen Leuven als ältester Sohn einer Unternehmerfamilie geboren. Seine Eltern ließen sich scheiden, als er noch sehr jung war. Während seiner Kindheit lebte er in Belgien, Österreich (Tamsweg) und Deutschland. Er besuchte insgesamt 13 verschiedene Schulen. Mit 14 gewann er einen Nachwuchswettbewerb, der ihm einen Platz in der New Yorker Fußballschule des brasilianischen Stürmers Pelé sicherte.

### Fußballkarriere
Dekeyser spielte in seiner Jugend zunächst bei Oud-Heverlee Leuven in seinem Geburtsort und anschließend bis zur B-Jugend bei Wormatia Worms. Ab 1980, im Alter von 16 Jahren, gehörte er der A-Jugend des 1. FC Kaiserslautern an, in der er bis 1982 aktiv war. Als Volljähriger kam er seiner Pflicht, in den belgischen Streitkräften zu dienen, nach und spielte von 1984 bis 1986 beim Zweitligisten Royale Union Saint-Gilloise. Auf Empfehlung von Jean-Marie Pfaff, Torhüter des FC Bayern München, wurde Dekeyser 1986 als Ersatz für den längere Zeit verletzten Raimond Aumann verpflichtet. Sein einziges Pflichtspiel für den FC Bayern absolvierte er am 18. November 1986 im DFB-Pokal-Achtelfinale bei der 0:3-Niederlage gegen Fortuna Düsseldorf. Nach einer Saison ohne Einbindung in den Spielbetrieb wechselte er zum Bundesligisten 1. FC Nürnberg, konnte sich jedoch nicht gegen Stammtorwart Andreas Köpke durchsetzen und blieb auch dort ohne Einsatz.
Nach einer Saison beim belgischen Erstligisten KRC Genk wechselte Dekeyser 1989 zum damaligen Drittligisten TSV 1860 München, für den er als Stammtorhüter spielte. In seinem 16. Spiel für die Mannschaft wurde er bei einer Faustabwehr durch den Ellenbogen eines anderen Spielers im Gesicht verletzt und verbrachte mehrere Wochen im Krankenhaus. Danach absolvierte er noch drei weitere Zweitligaspiele für 1860 München im August 1991.

### Unternehmerische Laufbahn
Dekeyser entwickelte gemeinsam mit seinem Onkel Polyrattan als wetterfesten Ersatz für das zur Herstellung von Möbeln verwendeten Rattan-Geflecht. Aus dem Material werden in den Philippinen Gartenmöbel für die von Dekeyser gegründete Firma Dedon hergestellt, die ihren Sitz in Lüneburg hat und Outdoor-Möbel in über 80 Ländern vertreibt. Ende 2016 verkaufte Dekeyser die letzten 20 Prozent seiner Anteile an Dedon der Schweizer Diethelm Keller Gruppe, die bereits seit 2014 Hauptanteilseigner des Unternehmens war.
2009 gründete Dekeyser „Dekeyser&Friends“, eine Stiftung mit Sitz in Genf und Berlin. Die Stiftung brachte in verschiedenen Projekten weltweit Menschen zwischen 18 und 28 Jahren mit Mentoren zusammen, um sich auszutauschen und dabei Erfahrungen und Kontakte für ihre eigene Zukunft zu sammeln. Einer der Hauptbeteiligten, Florian Hoffmann, gründete anschließend The DO School.
Das größte und umfangreichste Projekt der Stiftung ist seit 2009 das Dorfprojekt „Compostela“ auf den Philippinen. Compostela ist ein Umsiedlungsprojekt, bei dem rund 500 Menschen (hauptsächlich Familien) auf der Insel Cebu ein neues Zuhause gefunden haben, die zuvor auf einer Müllhalde gelebt hatten.
Dekeysers Autobiografie Unverkäuflich wurde 2012 in Deutschland veröffentlicht. Die Erlöse des Buches fließen in seine Stiftung.
2012 gründete Dekeyser Dedon Island, ein luxuriöses Hotelresort auf den Philippinen, welches mittlerweile von seiner Tochter Carolin Dekeyser unter dem neuen Namen Nay Palad geführt wird.

### Privates
Dekeyser war seit 1987 mit seiner Frau Ann-Kathrin verheiratet, mit der er drei Kinder hat. Sie starb überraschend im September 2010 an einer Gehirnblutung. Sein Sohn Yannick ist unter dem Pseudonym Estikay als Rapper bekannt.
2017 zog er auf einen Bauernhof auf Ibiza, der für die Caritas Gemüse anbaut.

## Ehrungen und Auszeichnungen
2014 wurde Dekeyser von seinem Heimatland Belgien in Berlin als Ritter des Leopoldsordens ausgezeichnet.